# Іваньо Ярослав Михайлович
Ярослав Михайлович Іваньо (нар. 30 жовтня 1955, с. Великі Лучки) — кандидат географічних наук, доктор технічних наук, професор Іркутської сільськогосподарської академії (Росія). Член Національної Спілки письменників України (2012).

## Життєпис
Народився Іваньо Ярослав Михайлович 30 жовтня 1955 року у с. Великі Лучки Мукачівського району Закарпатської області. У 1972 році закінчив Великолучківську середню школу із золотою медаллю і продовжив навчання в Одеському державному гідрометеорологічному інституті. Після закінчення вузу продовжив навчання в аспірантурі на кафедрі гідрології суходолу.

## Наукова діяльність
Наукову діяльність розпочав в Іркутському державному сільськогосподарському інституті (Росія) у 1982 році.

2000–2007 рр. — декан економічного факультету ІрДСГА, завідувач кафедри інформатики і математичного моделювання.

З 2007 року — проректор з наукової роботи Іркутського державного сільськогосподарського інституту.
Його наукова діяльність пов'язана із дослідженням екстремальних природних явищ та їхнього впливу на господарство Східного Сибіру, а також проведенням природоохоронних заходів в екосистемі озера Байкал. 

Автор 200 наукових праць, в тому числі 4 монографій та 9 навчальних посібників.
Член Спілки письменників Закарпаття.

## Творчість
Автор поетичних збірок
- «Літери соняха» (2006)
- «Фрагменти» (2007)
- «На екрані снігу» (2007)
- «Кущ білого бузку» (2008)
- «Розплетений кошик саду» (2009)
- «Храм на роздоріжжі» (2012)
- прозова збірка «Камінний зміст» (2010).